# 梅肉エキス
梅肉エキス（ばいにくエキス）とは、江戸時代より民間薬として利用されている日本の伝統的健康食品であるが、現在の科学では有効性について信頼できる十分な情報は見当たらない。青梅（梅の未熟な実）を水飴状（ペースト状）にした加工した食品であり、おろした青梅の搾り汁を原料にして、太陽光に曝して水分を蒸発させた後（化学的にはUV照射も含む）、弱火で長時間に煮込むことで成分を濃縮させて作る。酸味が極めて強い。「梅エキス（うめエキス）」とも呼ばれる。
学術論文で用いられる国際的名称は、"Japanese apricot fruit juice concentrate"、"fruit-juice concentrate of Prunus mume Sieb. et Zucc." 等々。
青梅 1 kgからおよそ 20 gしか作れない。果汁のみから作られているため、塩分はほとんど含まない。梅の果汁に含まれる糖とアミノ酸が加熱によって結び付いた、そのメイラード反応により、エキスの色は黒褐色である。
現在では、青梅の搾り汁ではなく梅酢を原料としている製品もある（後述）。

## 概要
梅（ウメ）は中国原産のバラ科サクラ属の落葉高木で、中国から薬用の烏梅（うばい）という形で伝来したという説が有力である。烏梅（2種類あるうちの、中国伝来のほうの烏梅。）は青梅（梅の未熟な実）を燻製にしたもので、鎮痛と解毒の作用があり、熱冷まし、下痢、吐き気止め、咳止め、回虫駆除などに有効とされる。中国最古の薬物書『神農本草経』には梅の薬効が説かれている。
梅肉エキスは、日本で考案されたものである。江戸時代中期の眼科医・衣関順庵（きぬどめ じゅんあん）が文化14年（1817年）に著わした医学書『諸国古伝秘方』には、京都真田氏の古伝として、「傷寒には青梅を沢山にしぼり しぼり汁を天日に干し かき立て 練りやく［練薬］の如きにする」との旨の記述があり、これが、今でいうところの「梅肉エキス」の製造方法の解説と考えられている。続けて、青梅の搾り汁に由来するこの練薬のごとき食べ物について、赤痢、チフス、食中毒、吐き下し、下痢、便秘、消化不良などに対する効果があるとの旨の効能書きがある。
また、大日本帝国海軍の看護特務大尉であった築田多吉（つくだ たきち）は、日露戦争に従軍した際に梅肉エキスがコレラやチフスの治療に効果的であった実体験から、これを一般家庭にも普及させたいとのことで、効能と製法を自著『家庭に於ける実際的看護の秘訣』（廣文館）の中で詳説した。同書は表紙が真っ赤であったことから「赤本」の名で親しまれた。1925年（大正14年）2月の初版以来、同書は「家庭の医学書」として広く普及し、何度も版を重ねていった。1946年（昭和21年）になって築田自らが過去の版を増補改訂したうえで新たに現代語版の第1版として刊行し直したが、その際、同書が広く普及することによって梅肉エキスが日本全国に広まったことを、序文で「本懐に堪えない」と述べている。なお、1946年の時点で同署は1,300版を超え、130万部を出版していた。現代語版は2020年代初頭時点では 1,622版を重ね、累計部数 2,000万部を超えている。
非常に酸味が強い。この酸味は、主成分のクエン酸によるものである。梅肉エキスを製造する過程で生まれるムメフラールは梅肉エキスだけに含まれる成分である[要出典科学]。

## 成分
主成分は、ムメフラール（Mumefural、頭字語：MF）とクエン酸である。
梅肉エキスに特有の成分であるムメフラールは、農林水産省食品総合研究所の菊池佑二上席研究官らが1999年（平成11年）に発見した成分で、生梅に含まれる糖質の一種の 5-ヒドロキシメチルフルフラール (5-Hydroxymethylfurfural) とクエン酸が結合して生成される物質である。青梅の搾り汁を加熱する過程で梅に含まれる糖質とクエン酸が結合し、ムメフラールが生成される。血液流動性を著しく改善する働きがあると報告されている。ムメフラールは、生の梅、梅干し、梅酒には存在しない。なお、"Mumefural" という名称は、ウメ（梅）の学名 Prunus mume （日本語音写例〈以下同様〉: プルヌス・ムメ）" の "mume" と、化学構造上の特徴を示す単語 "fural（フラール）"（フルフラールの『フラール』）との合成語（複合語）である。
ムメフラールとクエン酸以外にも、リンゴ酸、コハク酸、カテキン酸、ピルビン酸などの有機酸が豊富である。有機酸の含有率は50%を上回る。リン、鉄、カルシウム、マグネシウムなどのミネラルも含んでいる[要出典科学]。

## 有効性
ウメの人を対象にした信頼性の高い研究で、有効性を示す十分な情報は見当たらない。また成分のクエン酸に関しても、現時点では「疲労回復によい」などの十分な根拠は得られていない。
食薬区分においては、ウメの果肉は「医薬品的効能効果を標ぼうしない限り医薬品と判断しない成分本質 (原材料) 」（非医薬品）にあたり、医薬品的な効能効果を表示することができない。そのため、「疲労回復」「体力増強」「精力回復」「老化防止」「新陳代謝を高める」「血液を浄化する」などの医薬品的効果効能表示（店頭や説明会における口頭での説明も含む）を行うと、薬機法（旧薬事法）違反となる。
ウメやムメフラール、クエン酸を関与成分とした特定保健用食品（トクホ）は存在しないが、クエン酸を機能性関与成分とした梅の加工食品が、機能性表示食品として届けられている。機能性表示食品とは、国が審査は行わず、事業者が自らの責任において機能性の表示を行うもので、「日常生活における軽い運動後の一時的な疲労感を軽減することが報告されています」と表示している。

## 安全性
ウメ、アンズ、モモ、スモモ、アーモンド、ビワなどのバラ科サクラ属植物の種子には、種を守るために青酸配糖体であるアミグダリンが多く含まれ、未熟な果実や葉、樹皮にも微量含まれる。
2017年に高濃度のシアン化合物（アミグダリンやプルナシン）が含まれたビワの種子の粉末が発見されたことにより、厚生労働省は天然にシアン化合物を含有する食品と加工品について、10ppmを超えたものは食品衛生法第6条の違反とすることを通知した。欧州食品安全機関（EFSA）は、アミグダリンの急性参照用量(ARfD）（毎日摂取しても健康に悪影響を示さない量）を20μg/kg体重と設定している。
アミグダリンの最小致死量は50mg/kgであり、3gのサプリメント摂取による死亡報告がある。
2018年に国民生活センターは、ウメを原材料とした4銘柄の国産ウメエキスのシアン化合物濃度を測定した。シアン化合物は6.5 - 18ppm検出され､3銘柄で10ppmを超えていた。1日量に換算すると健康に影響する量ではないものの、結果を受け国民生活センターは、事業者へは品質管理の徹底を、行政機関には指導の徹底を要望した。
また消費者には、ウメの種子などを原材料にした健康食品等は、利用する必要性をよく考え、利用する場合は、製造者等により原材料や製品、摂取する状態でのシアン化合物の濃度が調べられているかを確認し、1度に多量に摂取しないようアドバイスをしている。
これらとは別に、花粉症と食物アレルギーの発生が、複数報告されている。

## 商品展開
商業生産されるようになった現代の梅肉エキスについては、伝統的製法で作られるものを「古式梅肉エキス」、梅果汁や塩分を取り除いた梅酢を原料として作られるものを「新式梅肉エキス」と呼び分けることもある。
現代の商品展開としては、基本形である液体そのままの瓶詰のほか、ラミネートパック充填、ラミネートチューブ入り、ソフトカプセル入り、および、丸薬状の丸剤、固形の飴がある。

## 梅肉エキスの日
一般財団法人梅研究会により、6月1日は「梅肉エキスの日」に制定されている。1987年（昭和62年）制定。この時期は梅の実の収穫時期に当たっており、同研究会は梅肉エキスの手作りを呼び掛けている。